# Causa sui
Causa sui — латинський вираз, який у філософії означає «причина самого себе».
Концепція causa sui була важливою для філософії Спінози, який висунув ідею про субстанцію наділену всіма атрибутами, що є причиною самої себе. Цю субстанцію можна розглядати як бога-природу.
Артур Шопенгауер критикував ідею Спінози, порівнявши її до барона Мюнхгаузена:
| «Справжня картина causa sui Спінози — це барон Мюнхгаузен, який обійняв коня ногами і підіймає себе разом із конем, смикаючи за хвіст, а під картиною написано Causa sui» |
У традиційних віруваннях західного світу Бог не може бути створеним, отже, або є причиною самого себе, або не має причини.